# Adonisea triolata
Adonisea triolata là một loài bướm đêm trong họ Noctuidae.